# Povijest Afganistana
Povijest Afganistana potječe od prije 50 000 godina, od kada potječu najraniji dokazi o ljudskom djelovanju na tome području. Prve gradske civilizacije počele su se razvijati na afganistanskomu teritoriju oko 3000. godine prije Krista. Srednjoazijska i indijska carstva poput Kušanskoga i Maurijskoga Carstva vladala su afganistanskim teritorijem. U 7. stoljeću, Afganistan su osvojili muslimani i od tada je islam prevladavajuća religija. Krajem srednjega vijeka, teritorij su osvojili Mongoli. Temelje modernog Afganistana postavio je Ahmad Šah Durani sredinom 18. stoljeća.

## Predpovijesno razdoblje
Prema arheološkim iskopinama, može se pretpostaviti da su prvi stanovnici živjeli na području današnjeg Afganistana prije više od 50.000 godina. Tamošnja poljoprivredna društva među najstarijima su na svijetu. Urbana se civilizacija počela razvijati oko 3000. godine prije Krista. Vjerojatno je imala kontakte s okolnim kulturama poput kulture rijeke Ind. Moguće je čak, da je lokacija Mundigah (sjeverno od Kandahara) pripadala kulturi rijeke Ind.
Kultura koja je postojala na području Afganistana i središnje Azije općenito između 2200.-1700. pr. Kr. naziva se baktrijsko-margijski arheološki kompleks. Moguće je da su pripadnici te kulture bili upravo oni Indoeuropljani ili Protoindoarijevci koji su s krajem lokalne kulture migrirali na jug, gdje su prekinuli vladavinu harapanske kulture.

## Srednjovjekovno i predislamsko razdoblje
Nakon nekoliko stoljeća "mračnog" razdoblja, prve državne tvorevine pojavljuju se u regijama: Gandara, Arija, Baktrija i Arahozija. Dio područja kontroliralo je Medijsko Carstvo do oko 550. pr. Kr., kada ga je naslijedila dinastija Ahemenida. Osvojili su cijelo područje današnjeg Afganistana i ostali na vlasti više od 200 godina. Dvadesetih godina 4. stoljeća prije Krista, Aleksandar Veliki srušio je Carstvo, a nedugo zatim područje današnjeg Afganistana postalo je dijelom Seleukidskog Carstva. Godine 305. pr. Kr., Seleukidi su dali i Gandaru i Arahoziju Maurijskom Carstvu kao dokaz novouspostavljene zajednice, a zauzvrat su dobili 500 ratnih slonova. Baktrija i Arija ostale su u rukama Seleukida. Promjena se dogodila tek 250. pr. Kr., kada se baktrijski satrap Diodot I. pobunio i osnovao Grčko-Baktrijsko Carstvo, koje je uključivalo Gandaru i Ariju.
Kada je Maurijsko Carstvo srušila dinastija Sunga, Grčko-Baktrijsko Carstvo započelo je napade na Indijsko Carstvo. U 2. stoljeću prije Krista nestalo je Grčko-Baktrijsko Carstvo, a istočni dio Afganistana postao je dijelom Indo-Grčkog Carstva.
U 1. stoljeću prije Krista na to su se područje naselili Saki, koje je raselila etnička skupina Yuezhi i tako su nastali Saka, odn. Indo-Skiti. Pobijedili su posljednjeg grčkog vladara Baktrije, Heliokla, 140. pr. Kr. Ubrzo nakon toga, Indo-Skiti osvojili su Arahoziju od Indo-Grčkog Carstva, pri čemu je Arahozija preimenovana u Sistan. Indo-Skitsko Carstvo poraženo je od strane Partsko Carstvo, nakon čega se indo-skitska etnička skupina preselila na južni dio Indijskog potkontinenta i utemeljila državu Zapadnih Satrapa.
U međuvremenu, na sjeverozapadnom rubu Indijskog potkontinenta nastalo je Kušansko Carstvo. Tijekom vladavine Kušana, područje Afganistana postalo je središte kulture i obrazovanja. Cvjetali su budistički centri (npr. u Bamyanu i Haddi), a gandarska umjetnost dosegla je svoj vrhunac.

## Dolazak islama
Godine 642. Arapi su osvojili Perzijsko Carstvo i sa zapada prodrli na teritorij Afganistana. Zajedno s njima, islam je uveden na ovo područje. U to je vrijeme Afganistan imao niz lokalnih vladara koji su bili pod utjecajem kineske dinastije Tang. Međutim, Arapi nisu osvojili cijelo područje Afganistana, južni i istočni dio zadržali su relativnu neovisnost od arapskih osvajača, najprije pod vlašću Heftalita (tzv. Kušan-Heftaliti), a od kraja 9. st. pod vlašću dinastije Hindušah. Međutim, u 11. stoljeću cijeli afganistanski teritorij, uključujući i ova područja, osvojio je Gaznavidsko Carstvo.
Mahmud Gaznavi (998.–1030.) dodatno je učvrstio prevlast Gaznavidskog Carstva. Gaznavidi su poraženi tek 1148. od Guridskog Carstva.

## Mongolska vladavina
Početkom 13. stoljeća cijelu središnju Aziju osvajaju Mongoli predvođeni ujediniteljem mongolskih plemena, slavnim osvajačem Džingis-kanom. Njegova ogromna vojska sravnila je sa zemljom afganistanska središta kao što su: Balh, Herat i Gazni. Afganistan je zajedno s drugim zemljama koje su osvojili Mongoli, tako postao dio Mongolskog Carstva. Za vrijeme vladavine Džingis-kanova sina Čagataja, znatan dio Afganistana postao je dio Ilhanidskog Carstva.
Između 16. i 18 stoljeća, Afganistan je de facto podijeljen na nekoliko dijelova. Na sjeveru su se naselili Uzbeci, zapadni dio bio je pod vlašću Safavida, a istok je pripadao Paštunima-Mogolima. Početkom 18. stoljeća, Paštuni su došli na vlast i pod vodstvom Mirvajsa Hotaka iz plemena Hotak svladali Perzijance i istjerali ih s afganistanskog teritorija. Afganistanci su uspjeli osvojiti grad Isfahan 1722. Nakon daljnjih borbi s Perzijancima, sredinom 18. stoljeća Afganistanci su konačno uspjeli zavladati teritorijem Afganistana.

## Moderna povijest
Godine 1747. Ahmad Šah Durani preuzeo je vlast u Kandaharu i tako postavio temelje Afganistanskom Carstvu, koje je zauzvrat postalo temelj moderne države Afganistan. Nakon njegove smrti 1772. vlast je prešla na njegove potomke. Afganistansko Carstvo pokrivalo je područje: današnjeg Afganistana, sjeverne Indije, veći dio Pakistana i istočnog Irana.
Godine 1826. vlast je preuzeo Dost Muhamed Kan. U narednom razdoblju afganistanski teritorij i cijela središnja Azija postali su poprište takozvane Velike igre između Britanskog i Ruskog Carstva. Afganistan je ležao na strateškom položaju, a britanski napor da učinkovito kontroliraju Afganistan rezultirao je nizom ratnih sukoba između V. Britanije i Afganistana.
U razdoblju od 1919. do 1929. vladar Afganistana bio je Amanulah Kan, pod čijom je vladavinom zemlja doživjela brojne društvene i političke reforme. Amanulah je uspostavio diplomatske odnose sa zapadnim zemljama. Kralj Muhamed Zahir vladao je zemljom između 1933. i 1973. Godine 1973. Zahirov šogor Muhamed Daud Kan pokrenuo je državni udar bez krvi. Daud i cijela njegova obitelj ubijeni su 1978. kada je afganistanska komunistička partija izvela državni udar i preuzela vlast u zemlji.
U kolovozu 1979. američka vlada počela je financirati protuvladine mudžahedine kako bi prisilila sovjetsku vladu na intervenciju. Dana, 24. prosinca 1979. SSSR je intervenirao u Afganistanu. Dva dana kasnije, uz pomoć sovjetskih specijalnih snaga, predsjednik Hafizullah Amin ubijen je i na njegovo mjesto postavljen je Babrak Karmal. Tako je započela sovjetska intervencija u Afganistanu, koji je trajao 10 godina (1979. - 1989.).
Kada su talibani optuženi za terorističke napade 11. rujna 2001., Sjedinjene Američke Države i njihovi saveznici intervenirali su u Afganistanu i svrgnuli talibansku vladu. Krajem 2001. čelnici afganistanskih oporbenih stranaka sastali su se u Bonnu kako bi dogovorili novu vlast u Afganistanu. U prosincu 2001. Hamid Karzai postavljen je na čelo privremene vlade, 2002. za tzv. privremenog predsjednika, a 9. listopada 2004. pobijedio je na redovitim predsjedničkim izborima. 
Godine 2021. američke snage i saveznici povukli su se iz Afganistana, što je omogućilo talibanima jačanje svoje pobueu. Dana 15. kolovoza 2021., kada su talibani ušli u Kabul, predsjednik Ašraf Gani pobjegao je u Tadžikistan, a afganistanska vlada koju su podržavale SAD pala je. Antitalibanske snage formirale su Frontu nacionalnog otpora Afganistana i pokrenule ustanak iz doline Pandžšir.
Dana 7. rujna 2021. talibani su objavili privremenu vladu na čelu s Hasanom Ahundom, iako je vlada ostala međunarodno nepriznata.
Zapadne zemlje obustavile su većinu humanitarne pomoći Afganistanu nakon što su talibani preuzeli vlast u zemlji u kolovozu 2021. Sjedinjene Američke Države zamrznule su oko 9 milijardi dolara imovine koja pripada afganistanskoj središnjoj banci, blokirajući talibanima pristup milijardama dolara na američkim bankovnim računima. U listopadu 2021. više od polovice od 39 milijuna ljudi u Afganistanu suočilo se s akutnom nestašicom hrane.